# Dar Bīābān
Dar Bīābān (persiska: در بیابان, Dar Beyābān) är en ort i Iran.   Den ligger i provinsen Khorasan, i den nordöstra delen av landet, 700 km öster om huvudstaden Teheran. Dar Bīābān ligger 1 855 meter över havet och antalet invånare är 203.
Terrängen runt Dar Bīābān är lite bergig.Runt Dar Bīābān är det ganska glesbefolkat, med 35 invånare per kvadratkilometer. Närmaste större samhälle är Kharkat, 11,2 km nordost om Dar Bīābān. Omgivningarna runt Dar Bīābān är i huvudsak ett öppet busklandskap.